# A Casa da Floresta
The Forest House (A Casa da Floresta) é uma novela de fantasia das escritoras estado-unidenses Marion Zimmer Bradley e Diana L. Paxson, embora a última não seja creditada pela editora. É uma pré-sequência do romance arturiano de Bradley, The Mists of Avalon.
Um romance que se passa nos tempos míticos da Bretanha druídica, em confronto com o Império Romano e relata a história de amor proibido vivida entre dois jovens de culturas diferentes, Eilan e Gaius, uma sacerdotisa bretã e um romano que contrariaram as aspirações de seu povo ao assumirem seus sentimentos.

## Desenvolvimento
The Mists of Avalon, uma releitura do mito do Rei Arthur do ponto de vista feminista, é o romance mais famoso de Marion Zimmer Bradley. Ao longo dos anos, e através da colaboração com sua cunhada, Diana L. Paxson, ela desenvolveu uma série de livros: The Mists of Avalon (1982), The Forest House (1994), Lady of Avalon (1997), Priestess of Avalon (2000), Ancestors of Avalon (2004), Ravens of Avalon (2007) e Sword of Avalon (2009).

## Recepção
O romance recebeu uma recepção mista, com os revisores comparando-o desfavoravelmente a The Mists of Avalon. A Entertainment Weekly elogiou o romance por ser "meticulosamente pesquisado" e observou que "mantém um lado obscuro, permanecendo fiel aos tempos turbulentos. Bradley evita o destino demasiado frequente do gênero romance histórico: desmoronar em uma confusão pesada." Foi menos bem sucedido que The Mists of Avalon, apesar de ter vendido modestamente bem.

### Obras citadas
- Gulley, Alison (2008). «Marion Zimmer Bradley (June 3, 1930 - September 25, 1999)». In:  Laura C. Lambdin, Robert T. Lambdin. Arthurian Writers: A Biographical Encyclopedia. [S.l.]: Greenwood Publishing Group